# Lac Joseph
Der Lac Joseph ist ein See in der kanadischen Provinz Neufundland und Labrador.

## Lage
Der Lac Joseph befindet sich auf einer Hochfläche im zentralen Südosten der Labrador-Halbinsel. Seine Wasserfläche beträgt 397 km². Einschließlich Inseln beträgt die Gesamtfläche 451 km². Der Wasserspiegel liegt auf einer Höhe von ungefähr 505 m. Das Einzugsgebiet des Lac Joseph umfasst 6900 km². Wichtige Zuflüsse sind Rivière aux Poissons, Rivière à l’Eau Claire und der Abfluss des südlich gelegenen Sees Petit lac Joseph. Entwässert wird der Lac Joseph an dessen Südostufer durch den Kepimits River. Dieser fließt zum östlich gelegenen Atikonak Lake. 